# Michael M. Wood

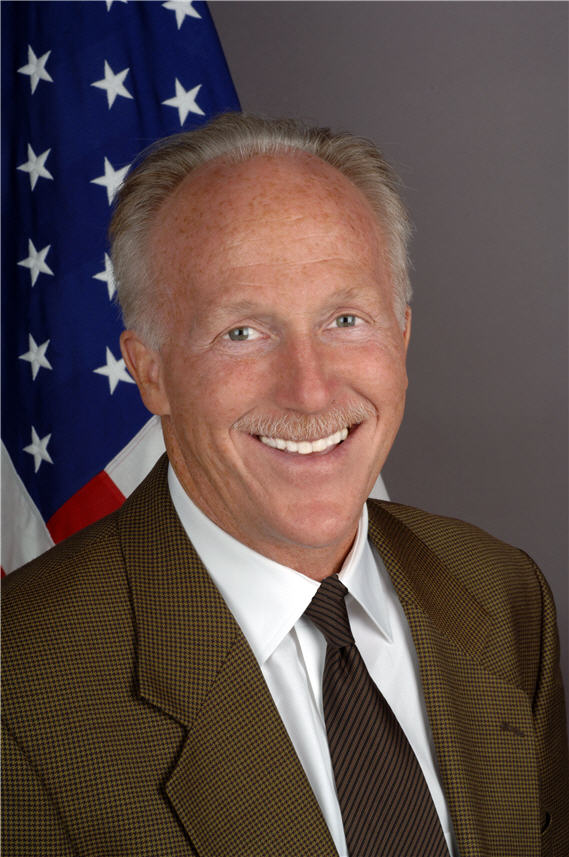
Michael M. Wood

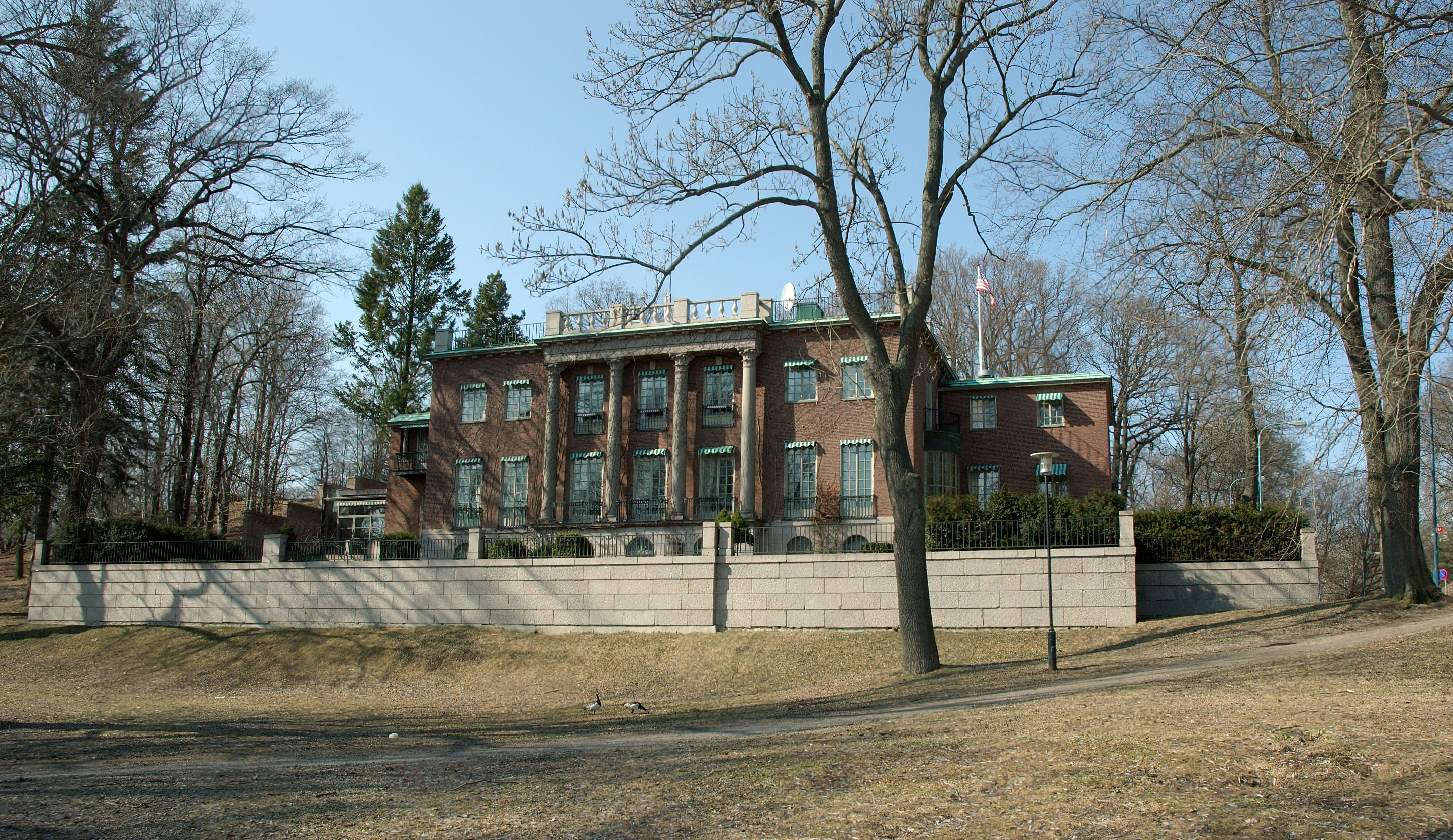
Den amerikanske ambassadörens residens i Diplomatstaden i Stockholm.

Michael Melville Wood, född 1947, är en amerikansk diplomat som tjänstgjorde som USA:s ambassadör i Sverige fram till 20 januari 2009. Han tillträdde sitt ämbete när han ackrediterades den 8 juni 2006.

## Bakgrund
Michael Wood tog examen från Yale University och har bl.a. arbetat på medieföretaget Hanley Wood, som han var med och startade 1976.

## USA:s ambassadör i Sverige
Som ambassadör i Sverige har Michael Wood gjort samarbetet med USA och Sverige inom området förnyelsebar energi till sin profilfråga. Han har rest runt till samtliga län och har fört upp en lista på intressanta svenska företag inom branschen, kallad "One Big Thing".
Wood fick lämna sin post som sverigeambassadör efter det att den nyvalde presidenten Barack Obama tillträdde sitt ämbete den 20 januari 2009.. Hans efterträdare på posten var Matthew Barzun.

## Person
Michael Wood är god vän till George W. Bush. Han spelar gärna golf och åker mountainbike.
Han är gift med Judy och har två döttrar samt tre barnbarn. Wood bodde som ambassadör i ambassadens residens i Villa Åkerlund i Diplomatstaden, Stockholm.

## Utmärkelser
Den 4 maj 2010 blev Wood tilldelad Nordstjärneorden, då han vid en ceremoni på den svenska ambassaden i Washington blev utnämnd till Kommendör av Stora Korset.